# Italian Open Data License
Le Italian Open Data Licenses (IODL) sono licenze libere sviluppate da Formez PA allo scopo di dare a tutte le amministrazioni italiane uno strumento chiaro e certificato, in grado di facilitare la diffusione e il riutilizzo dell'informazione del settore pubblico. 

## Preambolo
La Italian Open Data License (IODL), in particolare, è un contratto di licenza che ha lo scopo di consentire agli utenti di condividere, modificare, usare e riusare liberamente la banca di dati, i dati e le informazioni con essa rilasciati, garantendo al contempo la stessa libertà per altri. La presente licenza mira a facilitare il riutilizzo delle informazioni pubbliche nel contesto dello sviluppo della società dell'informazione.
Le banche di dati, i dati e le informazioni sono protetti dalle leggi applicabili in materia di diritto d'autore (incluso il diritto sui generis del costitutore di banche di dati) e/o dalle altre leggi applicabili.
I diritti concessi dalla presente licenza non implicano alcun trasferimento di diritto di titolarità sulle banche di dati, sui dati e sulle informazioni pubbliche.
Gli utenti possono utilizzare e riutilizzare la banca di dati ed i dati in essa contenuti in base ai termini della presente licenza; ogni utilizzazione che non sia espressamente autorizzata ai sensi della presente licenza o delle leggi vigenti è proibita.
Con l'esercizio di uno qualunque dei diritti qui previsti, l'utente accetta ed è obbligato a rispettare integralmente i termini della presente licenza.

## Concessioni
Il Licenziante concede una licenza accessibile a chiunque, gratuita, perpetua, non revocabile e non esclusiva, alle condizioni di seguito indicate:
L'utilizzatore è libero di:
- riprodurre, distribuire al pubblico, concedere in locazione, presentare e dimostrare in pubblico, comunicare al pubblico, messa a disposizione del pubblico inclusa, trasmettere e ritrasmettere in qualunque modo, eseguire, recitare, rappresentare, includere in opere collettive e/o composte pubblicare, estrarre e reimpiegare le Informazioni;
- creare un lavoro derivato ed esercitare sul lavoro derivato i diritti di cui al punto precedente, per esempio attraverso la combinazione con altre informazioni (mashup).

A condizione di:
- indicare la fonte delle Informazioni e il nome del Licenziante, includendo, se possibile, una copia di questa licenza o un collegamento (link) ad essa.
- non riutilizzare le Informazioni in un modo che suggerisca che abbiano carattere di ufficialità o che il Licenziante approvi l'uso che si sta facendo delle Informazioni;
- prendere ogni misura ragionevole affinché gli usi innanzi consentiti non traggano in inganno altri soggetti e le Informazioni medesime non vengano travisate.

Usi consentiti: L'utilizzatore può esercitare i diritti concessi con la presente licenza in modo libero e gratuito, anche qualora la finalità perseguita da egli sia di tipo commerciale.
La presente licenza non intende in alcun modo creare ulteriori diritti in capo al Licenziante rispetto a quelli previsti dalla legge sul diritto d'autore o ridurre, limitare o restringere alcun diritto di libera utilizzazione o l'operare della regola dell'esaurimento del diritto od altre limitazioni dei diritti sulle Informazioni derivanti dalle leggi applicabili.
Garanzie ed esonero di responsabilità: Salvo che sia espressamente indicato diversamente, le informazioni concesse sotto la presente licenza sono rilasciate dal Licenziante "così come sono"; il Licenziante non fornisce alcuna garanzia di qualsiasi tipo con riguardo alle Informazioni, sia essa espressa o implicita, di fonte legale o di altro tipo, essendo quindi escluse - tra le altre - le garanzie relative all'idoneità per un fine specifico, alla non violazione di diritti di terzi (d'autore o d'altro tipo), alla mancanza di difetti latenti o di altro tipo, all'esattezza o alla presenza di errori.
Il Licenziante non è responsabile nei confronti dell'utilizzatore a qualunque titolo per qualsiasi tipo di danni derivante dalla presente licenza o dall'uso delle Informazioni; nessuna clausola di questa licenza esclude o limita la responsabilità nel caso in cui questa dipenda da dolo o colpa grave.

## Versioni

### IODL v1.0
Pubblicata nel mese di ottobre 2010, la IODL v1.0 è un contratto di licenza che ha lo scopo di consentire agli utenti di condividere, modificare, usare e riusare liberamente la banca di dati, i dati e le informazioni con essa rilasciati, garantendo al contempo la stessa libertà per altri. La presente licenza mira a facilitare il riutilizzo delle informazioni pubbliche nel contesto dello sviluppo della società dell'informazione.
La IODL v1.0 impone all'utente di citare la fonte delle informazioni e di pubblicare e condividere gli eventuali lavori derivati con la stessa licenza o con licenza compatibile (come ad esempio la CC BY-SA o ODbL).

### IODL v2.0
Pubblicata nel mese di marzo 2012, la IODL v2.0 differisce dalla precedente per non imporre l'obbligo in capo all'utente di distribuire opere derivate con la stessa licenza. La licenza IODL v2.0, in particolare, consente di creare lavori derivati utilizzando anche dati rilasciati con altre licenze cosiddette "attribution" (che richiedano all'utente la sola indicazione della fonte) come le licenze Creative Commons Attribution (CC BY) e le Open Data Commons Attribution (ODC-BY).

### IODL v1.0 e IODL v2.0 a confronto
| Testo del titolo                                                      | IODL v1.0 | IODL v2.0 |
| --------------------------------------------------------------------- | --- | --- |
| Data di pubblicazione                                                 | Ottobre 2011 | Marzo 2012 |
| Validità della licenza                                                | - Tutto il mondo - Perpetua - Non revocabile | - Tutto il mondo - Perpetua - Non revocabile |
| Diritti                                                               | - Riprodurre, distribuire al pubblico - Concedere in locazione presentare e dimostrare in pubblico - Comunicare al pubblico (messa a disposizione del pubblico inclusa) - Trasmettere e ritrasmettere in qualunque modo, - Eseguire, recitare, rappresentare, - Includere in opere collettive e/o composte pubblicare - Estrarre e reimpiegare le Informazioni | Come IODL v1.0 |
| Diritto di creare lavori derivati (es. mashup)                        | Sì | Sì |
| Vincoli                                                               | - Indicare la fonte delle Informazioni e il nome del Licenziante, includendo, se possibile, una copia di questa licenza o un collegamento (link) ad essa - Pubblicare e condividere gli eventuali Lavori derivati con la stessa licenza o con una licenza compatibile - Non riutilizzare le Informazioni in un modo che suggerisca che abbiano carattere di ufficialità o che il Licenziante approvi l'uso che fai delle Informazioni - Prendere ogni misura ragionevole affinché gli usi innanzi consentiti non traggano in inganno altri soggetti e le Informazioni medesime non vengano travisate | - Indicare la fonte delle Informazioni e il nome del Licenziante, includendo, se possibile, una copia di questa licenza o un collegamento (link) ad essa - Non riutilizzare le Informazioni in un modo che suggerisca che abbiano carattere di ufficialità o che il Licenziante approvi l'uso che fai delle Informazioni - Prendere ogni misura ragionevole affinché gli usi innanzi consentiti non traggano in inganno altri soggetti e le Informazioni medesime non vengano travisate |
| Esercizio dei diritti concessi anche per finalità di tipo commerciale | Sì | Sì |
| Licenze compatibili                                                   | - Licenza Creative Commons, Attribuzione Condividi allo stesso modo (CC BY-SA), sia internazionale in versione 3.0 o successiva, in versione 2.5 o successiva - Licenza Open Data Commons, Open Database License (ODbL), in versione 1.0 o successiva | - Licenza Creative Commons, (CC BY), sia internazionale in versione 3.0 o successiva, in versione 2.5 o successiva - Licenza Open Data Commons, Open Database License (ODbL), in versione 1.0 o successiva |

## Citazioni IODL
Le Amministrazioni e i soggetti privati che intendano rilasciare i propri dati e informazioni con una delle licenze IODL devono:
- Indicare con la opportuna evidenza il nome della licenza (anche in sigla) comprensivo della versione (ad es. "Italian Open Data Licence 2.0" o "IODL 2.0");
- Inserire, se possibile il link alla licenza;
- Inserire, in caso di pubblicazione sul Web, il logo della licenza.